# فكتور بيرغ
فكتور بيرغ هو لاعب إسكواش كندي، ولد في 8 أكتوبر 1977 في إدمونتون في كندا.

## وصلات خارجية
- فكتور بيرغ على موقع SquashInfo.com (الإنجليزية)